# Hogna levis
Hogna levis este o specie de păianjeni din genul Hogna, familia Lycosidae. A fost descrisă pentru prima dată de Karsch, 1879. Conform Catalogue of Life specia Hogna levis nu are subspecii cunoscute.